# Omega (альбом Epica)
| Оценки критиков         | Оценки критиков |
| Источник                | Оценка          |
| ----------------------- | --------------- |
| Kerrang!                | [ 5 ]           |
| New Noise               | [ 6 ]           |
| Metal Hammer            | [ 7 ]           |
| Metal Hammer (Германия) | [ 8 ]           |
| KNAC                    | [ 9 ]           |
| Metal.de                | [ 10 ]          |
| Folk N' Rock            | [ 11 ]          |
| Sonic Perspectives      | [ 12 ]          |

Omega (стилизовано как Ωmega) — восьмой студийный альбом нидерландской симфоник-метал группы Epica, вышедший 26 февраля 2021 года на лейбле Nuclear Blast.

## Производство
1 февраля 2020 года Симона Симонс заявила, что завершена подготовка к следующему альбому. 11 марта 2020 года группа вошла в студию, чтобы начать запись своего альбома, а затем выпустила студийные видеоблоги, показывающие процесс его создания.
Марк Янсен сказал в интервью, что дата выхода альбома может быть отложена из-за пандемии COVID-19, затронувшей сеансы записи. Сообщалось, что 17 апреля 2020 года Симона Симонс закончила запись вокала для нового альбома. Позже, 2 сентября 2020 года, Марк Янсен подтвердил, что альбом был записан, сведен и прошёл мастеринг с оркестровками и хором, которые были закончены ещё до того, как группа начала запись.
6 января 2021 года было подтверждено, что Вики Псаракис (The Agonist) и Захер Зоргати (Myrath) выступят в качестве приглашённых вокалистов на альбоме для песен «Twilight Reverie — The Hypnagogic State» и «Code of Life».
В четырнадцатом видеоблоге, документирующем производство альбома, выпущенном на YouTube-канале группы 9 февраля 2021 года, Янсен обсудил концепцию самого альбома: «Мы, как человечество, отдалялись друг от друга, словно соперники, вы видите это в конкуренции корпораций, хотя мы, по сути, процветаем, работая вместе». Касательно названия альбома, он дополнительно заявил: «Основой текстов альбома является теория Точки Омеги, которая имеет дело с научными размышлениями и духовными взглядами, которых мы придерживаемся, это движение по спирали к единой точке божественного объединения».

## Тематика песен
На вопрос о тематике седьмого трека «Freedom — The Wolves Within», Янсен ответил, что песня «основана на старой истории о битве двух волков. Кем мы хотим быть и что мы хотим отразить в мире вокруг нас зависит от того, какого волка мы кормим, а также от степени нашего контроля над нашими внутренними волками».
По словам Симонс, девятый трек «Rivers» (с англ. — «Реки») символизирует спокойствие и в то же время неуверенность в жизни, приливы и отливы. Она заявила, что спокойная вода олицетворяет мир, а сильный поток реки означает, что вы «должны столкнуться с трудностями и плыть против течения жизни».

## Список композиций
| №                   | Название                                                | Длительность |
| ------------------- | ------------------------------------------------------- | ------------ |
| 1.                  | «Alpha – Anteludium»                                    | 1:38         |
| 2.                  | «Abyss of Time – Countdown to Singularity»              | 5:20         |
| 3.                  | «The Skeleton Key»                                      | 5:06         |
| 4.                  | «Seal of Solomon»                                       | 5:28         |
| 5.                  | «Gaia»                                                  | 4:46         |
| 6.                  | «Code of Life»                                          | 5:58         |
| 7.                  | «Freedom – The Wolves Within»                           | 5:37         |
| 8.                  | «Kingdom of Heaven, Part 3 – The Antediluvian Universe» | 13:24        |
| 9.                  | «Rivers»                                                | 4:48         |
| 10.                 | «Synergize – Manic Manifest»                            | 6:36         |
| 11.                 | «Twilight Reverie – The Hypnagogic State»               | 4:29         |
| 12.                 | «Omega – Sovereign of the Sun Spheres»                  | 7:06         |
| Общая длительность: | Общая длительность:                                     | 70:16        |

| №                   | Название                    | Длительность |
| ------------------- | --------------------------- | ------------ |
| 13.                 | «Rivers» (а капелла-версия) | 4:34         |
| 14.                 | «Abyss O' Time»             | 4:13         |
| 15.                 | «Omegacoustic»              | 4:29         |
| 16.                 | «El Código Vital»           | 3:51         |
| Общая длительность: | Общая длительность:         | 17:07        |

Примечание
- Специальное издание альбома включает в себя третий диск и четвёртый диск с инструментальной и оркестровой версиями первого диска.

## Участники записи
Epica
- Симона Симонс — вокал
- Марк Янсен — ритм-гитара, гроулинг, оркестровки
- Исаак Делахай — соло-гитара, гроулинг
- Кун Янссен — клавишные, синтезатор, фортепиано, оркестровки
- Роб ван дер Лоо — бас-гитара
- Арьен ван Весенбек — ударные, вокал

Приглашённый музыканты
- Вики Псаракис (The Agonist) — вокал на «Twilight Reverie — The Hypnagogic State»
- Захер Зоргати (Myrath) — вокал на «Code of Life»
- The City of Prague Philarmonic Orchestra — оркестр[23]
- Kamerkoor PA'Dam — хор
- Zangschool BrabantTalent — детский хор

Технический персонал
- Стефан Хайлеманн — обложка
- Йост ван ден Брук — продюсирование, инжиниринг, обработка, сведение
- Йос Дриссен — инжиниринг, обработка
- Дариус ван Хелфтерен — мастеринг

## Чарты
| Чарт (2021)                          | Высшая позиция |
| ------------------------------------ | -------------- |
| Бельгия/Фландрия (Ultratop)          | 6              |
| Бельгия/Валлония (Ultratop)          | 14             |
| Нидерланды (Album Top 100)           | 7              |
| Финляндия (Suomen virallinen lista)  | 18             |
| Германия (Offizielle Top 100)        | 4              |
| Италия (FIMI)                        | 74             |
| Япония (Billboard)                   | 90             |
| Япония (Oricon)                      | 113            |
| Польша (ZPAV)                        | 11             |
| Швейцария (Schweizer Hitparade)      | 5              |
| Испания (EPDM)                       | 22             |
| Великобритания (UK Albums Chart)     | 73             |
| Великобритания (Independent Albums)  | 7              |
| Великобритания (Physical Albums)     | 15             |
| Великобритания (Rock & Metal Albums) | 4              |